# Чемпіонат УРСР з легкої атлетики в приміщенні 1986
Чемпіонат УРСР з легкої атлетики в приміщенні 1986 серед дорослих був проведений 25-26 січня в легкоатлетичному манежі київської ШВСМ.
Чемпіонські звання у дисциплінах багатоборства були розіграні за два тижні до основної першості на окремому чемпіонаті в Запоріжжі.

## Призери

### Чоловіки
| Дисципліни                | Золото                                     | Золото    | Срібло                                    | Срібло  | Бронза                               | Бронза |
| ------------------------- | ------------------------------------------ | --------- | ----------------------------------------- | ------- | ------------------------------------ | ------ |
| 60 метрів                 | Сергій Грищенко Київ                       | 6,4h      | Олександр Пуговкін Ворошиловградська обл. | 6,5     | Олександр Михалочко Київ             | 6,5    |
| 200 метрів                | Олександр Максименко Одеська обл.          | 21,7h     |                                           |         |                                      |        |
| 400 метрів                | Василь Ярощук Дніпропетровська обл.        | 48,4h     | Анатолій Коломієць Закарпатська обл.      | 48,5    |                                      |        |
| 800 метрів                | Леонід Масунов Одеська обл.                | 1.51,6h   | Віктор Сапетченков Одеська обл.           | 1.51,7  |                                      |        |
| 1500 метрів               | Віталій Тищенко Київ                       | 3.49,5h   | Леонід Масунов Одеська обл.               | 3.50,0  |                                      |        |
| 3000 метрів               | Віталій Тищенко Київ                       | 8.15,4h   | Валерій Вандяк Київ                       | 8.20,8  | Олександр Загоруйко Винницька обл.   | 8.24,8 |
| 5000 метрів               | Валерій Мишечкін Київ                      | 14.15,2h  | Олександр Заїка Черкаська обл.            | 14.15,6 |                                      |        |
| 60 метрів з бар'єрами     | Володимир Заїка Київ                       | 7,4h NIB  | Олег Дегтяр Київська обл.                 | 7,6     | Олександр Чешко Київська обл.        | 7,6    |
| 2000 метрів з перешкодами | Валерій Вандяк Київ                        | 5.31,9h   | Валерій Качан Чернігівська обл.           | 5.32,8  | Дмитро Дітлашок Рівненська обл.      | 5.36,0 |
| Стрибки у висоту          | Рудольф Поварніцин Київ                    | 2,26      | Геннадій Авдєєнко Одеська обл.            | 2,26    | Сергій Серебрянський Донецька обл.   | 2,24   |
| Стрибки з жердиною        | Віктор Спасов Київ                         | 5,60      | Сергій Пономаренко Запорізька обл.        | 5,40    | Геннадій Качківський Донецька обл.   | 5,10   |
| Стрибки у довжину         | Вадим Кобилянський Харківська обл.         | 8,07      | Сергій Лаєвський Дніпропетровська обл.    | 7,85    | Юрій Самарін Дніпропетровська обл.   | 7,76   |
| Потрійний стрибок         | Володимир Іноземцев Ворошиловградська обл. | 17,43 AIB | Микола Мусієнко Дніпропетровська обл.     | 17,03   | Григорій Ємець Дніпропетровська обл. | 16,85  |
| Штовхання ядра            | Анатолій Самолюк Київська обл.             | 19,54     | Віктор Степанський Рівненська обл.        | 19,50   | Олександр Багач Київська обл.        | 19,14  |

### Жінки
| Дисципліни            | Золото                                | Золото     | Срібло                                 | Срібло | Бронза                                   | Бронза |
| --------------------- | ------------------------------------- | ---------- | -------------------------------------- | ------ | ---------------------------------------- | ------ |
| 60 метрів             | Антоніна Слюсар Дніпропетровська обл. | 7,1h       | Ірина Корицька Донецька обл.           | 7,2    | Наталія Герман Харківська обл.           | 7,2    |
| 200 метрів            | Олена Насонкіна Харківська обл.       | 23,7h =NIB | Наталія Герман Харківська обл.         | 23,8   | Ірина Корицька Донецька обл.             | 24,7   |
| 400 метрів            | Надія Олізаренко Одеська обл.         | 53,7h      | Аеліта Гутник Одеська обл.             | 54,3   | Ірина Жданова Харківська обл.            | 54,5   |
| 800 метрів            | Надія Олізаренко Одеська обл.         | 2.05,6h    | Ірина Жданова Харківська обл.          | 2.06,8 | Інна Євсєєва Житомирська обл.            | 2.07,2 |
| 1500 метрів           | Тетяна Самоленко Запорізька обл.      | 4.15,8h    | Любов Смолка Київ                      | 4.17,6 | Наталія Лагункова Чернігівська обл.      | 4.27,4 |
| 3000 метрів           | Тетяна Самоленко Запорізька обл.      | 9.03,2h    | Любов Смолка Київ                      | 9.09,6 | Наталія Лагункова Чернігівська обл.      | 9.27,6 |
| 60 метрів з бар'єрами | Олена Політика Харківська обл.        | 7,9h       | Наталія Бордюгова Київ                 | 8,1    |                                          |        |
| Стрибки у висоту      | Марина Дегтяр Одеська обл.            | 1,92       | Людмила Авдєєнко Одеська обл.          | 1,89   | Світлана Горбунова Київська обл.         | 1,89   |
| Стрибки у довжину     | Лариса Бережна Київ                   | 6,81       | Тетяна Лепота Одеська обл.             | 6,35   | Валентина Кравченко Харківська обл.      | 6,34   |
| Штовхання ядра        | Нуну Абашидзе Одеська обл.            | 20,35      | Наталія Шляхтич Івано-Франківська обл. | 18,29  | Людмила Воєвудська Дніпропетровська обл. | 17,70  |

## Чемпіонат з багатоборств
Чемпіонат УРСР з легкоатлетичних багатоборств у приміщенні 1986 був проведений 11-12 січня в Запоріжжі в манежі СК «Металург».